# Montant (architecture)
Pour les articles homonymes, voir Montant.

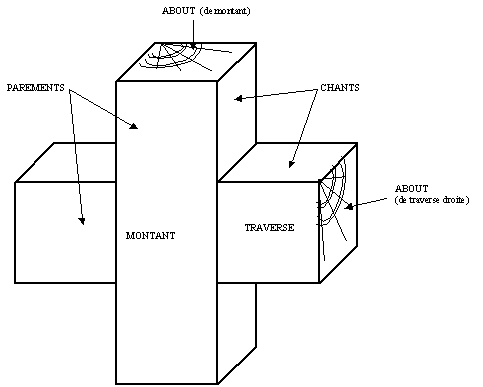
Parties d'un assemblage.

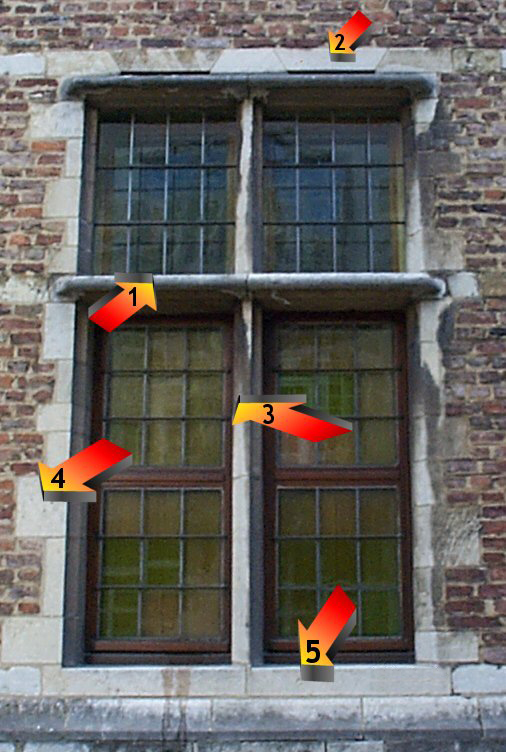
Fenêtre à croisée : 1. traverse ; 2. linteau ; 3. montant ou meneau ; 4. jambage (construction) ; 5. appui.

Un montant est l'élément vertical de base dans une structure croisée, en général métallique ou en bois. Il sert à maintenir les traverses sur lesquelles sont fixés les éléments constituant les murs, les cloisons et la toiture : isolation, bardage, etc.
Dans le domaine de l'ameublement, c'est une pièce de bois verticale du bâti d'un meuble dans laquelle viennent s'assembler les traverses.
Un montant d'ossature (en anglais : stud) est un élément de section normalisée dans la construction à ossature légère en bois (ou à claire-voie), de type framing: baloon frame ou platform frame.